# Теннис на летних Олимпийских играх 1912
Соревнования по теннису на летних Олимпийских играх 1912 года проводились в восьми разрядах — в одиночных и парных соревнованиях. Участие приняло 82 спортсмена из 14 стран.

## Общая информация
Теннисный турнир Стокгольмской Олимпиады проводился как в помещениях, так и на открытых кортах. Проходивший первым турнир в залах пользовался всеобщим вниманием, и на матчах ежедневно присутствовали члены шведской королевской семьи. Этот турнир был ознаменован сюрпризом в мужском одиночном разряде, когда в полуфинале фаворит Энтони Уилдинг проиграл британцу Чарльзу Диксону, и безоговорочной победой другой британки — Эдит Хэннем, не отдавшей в трёх своих матчах соперницам ни одного сета (хотя в обоих сетах финального матча она проигрывала со счётом 3-0).
Турнир на открытых кортах совпал по времени проведения с Уимблдонским турниром, что обусловило отсутствие на нём сильнейших участников из Великобритании, Франции и США в мужских разрядах. В их отсутствие и в условиях сильнейшей жары успешно выступили южноафриканские теннисисты, завоевавшие золотые медали как в одиночном, так и в парном разряде.

## Общий медальный зачёт
| Место | Страна         | Золото | Серебро | Бронза | Всего |
| ----- | -------------- | ------ | ------- | ------ | ----- |
| 1     | Франция        | 3      | 0       | 2      | 5     |
| 2     | Великобритания | 2      | 2       | 2      | 6     |
| 3     | ЮАС            | 2      | 1       | 0      | 3     |
| 4     | Германия       | 1      | 1       | 1      | 3     |
| 5     | Швеция         | 0      | 2       | 1      | 3     |
| 6     | Австрия        | 0      | 1       | 0      | 1     |
| 6     | Дания          | 0      | 1       | 0      | 1     |
| 8     | Австралазия    | 0      | 0       | 1      | 1     |
| 8     | Норвегия       | 0      | 0       | 1      | 1     |
| Всего | Всего          | 8      | 8       | 8      | 24    |

## Медалисты

### Одиночные разряды
| Категория                            | Золото                     | Серебро                      | Бронза                       |
| ------------------------------------ | -------------------------- | ---------------------------- | ---------------------------- |
| Мужчины Одиночный разряд             | Чарльз Винслоу ЮАС         | Харольд Китсон ЮАС           | Оскар Кройцер Германия       |
| Женщины Одиночный разряд             | Маргарит Брокди Франция    | Доротеа Кёринг Германия      | Анна Бьюштедт Норвегия       |
| Мужчины Одиночный разряд в помещении | Андре Гобер Франция        | Чарльз Диксон Великобритания | Энтони Уилдинг Австралазия   |
| Женщины Одиночный разряд в помещении | Эдит Хэннем Великобритания | София Кастеншильд Дания      | Мэйбел Партон Великобритания |

### Парные разряды
| Категория                           | Золото                                   | Серебро                                      | Бронза                                     |
| ----------------------------------- | ---------------------------------------- | -------------------------------------------- | ------------------------------------------ |
| Мужчины Парный разряд               | Харольд Китсон Чарльз Винслоу ЮАС        | Феликс Пипес Артур Зборжил Австрия           | Альбер Кане Эдуард Мени де Маранге Франция |
| Мужчины Парный разряд в помещении   | Морис Жермо Андре Гобер Франция          | Карл Кемпе Гуннар Сеттерваль Швеция          | Альфред Бимиш Чарльз Диксон Великобритания |
| Смешанный парный разряд             | Доротеа Кёринг Хайнрих Шомбургк Германия | Сигрид Фик Гуннар Сеттерваль Швеция          | Маргарит Брокди Альбер Кане Франция        |
| Смешанный парный разряд в помещении | Эдит Хэннем Чарльз Диксон Великобритания | Хелен Эйтчисон Герберт Баррет Великобритания | Сигрид Фик Гуннар Сеттерваль Швеция        |